# Pachotelus
Pachotelus is een monotypisch geslacht van kevers uit de familie van de klopkevers (Anobiidae).

## Soort
- Pachotelus bicolor Solier, 1849